# Chalcoecia rhodoxantha
Chalcoecia rhodoxantha är en fjärilsart som beskrevs av Paul Dognin 1908. Chalcoecia rhodoxantha ingår i släktet Chalcoecia och familjen nattflyn. Inga underarter finns listade i Catalogue of Life.